# Тот, Йожеф (футболист, 1929)
Йо́жеф Тот (венг. Tóth József; 16 мая 1929, Будапешт, Венгрия — 9 октября 2017) — венгерский футболист. В прошлом форвард сборной Венгрии.

## Биография
Йожеф, менее известный, чем его брат Михай, всегда находился в тени звёздных партнеров по нападению. В проигранном финале чемпионата мира он так и не вышел и не смог помочь свой команде, хотя до этого выходил на поле два раза и забил один мяч. В составах команды часто упоминался как Тот II; имя Тот II он получил из-за брата, на которого был чрезвычайно похож, и для того, чтобы их не путали, добавил к фамилии римскую цифру II.
| Матчи и голы Йожефа Тота за сборную Венгрии | Матчи и голы Йожефа Тота за сборную Венгрии | Матчи и голы Йожефа Тота за сборную Венгрии | Матчи и голы Йожефа Тота за сборную Венгрии | Матчи и голы Йожефа Тота за сборную Венгрии | Матчи и голы Йожефа Тота за сборную Венгрии | Матчи и голы Йожефа Тота за сборную Венгрии |
| ------------------------------------------- | ------------------------------------------- | ------------------------------------------- | ------------------------------------------- | ------------------------------------------- | ------------------------------------------- | ------------------------------------------- |
| №                                           | Дата                                        | Место проведения                            | Соперник                                    | Счёт                                        | Голы                                        | Турнир                                      |
| 1                                           | 4 октября 1953                              | София, Болгария                             | Болгария                                    | 1:1                                         | —                                           | Товарищеский матч                           |
| 2                                           | 23 мая 1954                                 | Будапешт, Венгрия                           | Англия                                      | 7:1                                         | 1                                           | Товарищеский матч                           |
| 3                                           | 20 июня 1954                                | Базель, Швейцария                           | ФРГ                                         | 8:3                                         | 1                                           | Чемпионат мира 1954                         |
| 4                                           | 27 июня 1954                                | Берн, Швейцария                             | Бразилия                                    | 4:2                                         | —                                           | Чемпионат мира 1954                         |
| 5                                           | 19 сентября 1954                            | Будапешт, Венгрия                           | Румыния                                     | 5:1                                         | —                                           | Товарищеский матч                           |
| 6                                           | 8 мая 1955                                  | Осло, Норвегия                              | Норвегия                                    | 5:0                                         | —                                           | Товарищеский матч                           |
| 7                                           | 19 мая 1955                                 | Хельсинки, Финляндия                        | Финляндия                                   | 9:1                                         | 1                                           | Товарищеский матч                           |
| 8                                           | 16 октября 1955                             | Будапешт, Венгрия                           | Австрия                                     | 6:1                                         | 1                                           | Кубок Центральной Европы                    |
| 9                                           | 27 ноября 1955                              | Будапешт, Венгрия                           | Италия                                      | 2:0                                         | 1                                           | Кубок Центральной Европы                    |
| 10                                          | 19 февраля 1956                             | Стамбул, Турция                             | Турция                                      | 1:3                                         | —                                           | Товарищеский матч                           |
| 11                                          | 16 июня 1957                                | Стокгольм, Швеция                           | Швеция                                      | 0:0                                         | —                                           | Товарищеский матч                           |
| 12                                          | 23 июня 1957                                | Будапешт, Венгрия                           | Болгария                                    | 4:1                                         | —                                           | Отбор к ЧМ-1958                             |

Итого: 12 матчей / 5 голов; 9 побед, 2 ничьих, 1 поражение.

## Достижения
- Вице-чемпион мира: 1954